# Acrometopa
Acrometopa ist eine Heuschrecken-Gattung aus der Unterfamilie der Sichelschrecken (Phaneropterinae).

## Merkmale
Der Discus geht abgerundet in die Paranota über, welche am Vorderrand dorsal ausgerandet ist. Die Beine sind lang. Ventral an den Kanten der Femora befinden sich Dörnchen. Die Vordertibiae sind an ihrer Basis stark erweitert. Die Tympana sind nach vorn gerichtet. Männchen sind ganz leicht parapter, Weibchen mesopter. Die Cerci der Männchen sind lang und ihre Subgenitalplatte ist mehr oder weniger stark eingeschnitten. Der Ovipositor ist sichelförmig. Die Grundfarbe ist grün. Oftmals sind die Stridulationsorgane gebräunt. Die Antennen sind zwei- bis dreimal so lang wie der Körper.

## Vorkommen
Die Gattung kommt im Mittelmeerraum vor.

## Systematik
Die Gattung umfasst folgende 5 Arten:
- Acrometopa cretensis Ramme, 1927
- Acrometopa italica Ramme, 1927
- Acrometopa macropoda (Burmeister, 1838)
- Acrometopa servillea (Brullé, 1832)
- Acrometopa syriaca Brunner von Wattenwyl, 1878

## Belege